# کتیبه نارام‌سین
کتیبه نارام‌سین یا لوح پیروزی نارام‌سین یا کتیبه نارام‌سین پادشاه اکد عنوان سنگ یادبودی است که امروزه در موزه لوور پاریس قرار دارد.
از نارامسین نوه سارگون یک لوح سنگی باقی مانده که در آن پیروزی نارامسین و سپاهش نقش شده‌است. در لوح نارامسین بزرگی اندازه شاه تأکید بر قدرتمندی و پیروزی او دارد.
نارامسین پس از تصرف شوش به نواحی کوهستانی مغرب ایران نیز تجاوز کرد و با لولوبی‌ها که در آن نواحی مسکن داشتند جنگید و پیروز شد و یادگار این پیروزی را لوحه‌ای سنگی به صورت نقش برجسته نمایش داد و آن را در معبد شهر «سیپار» قرار داد ولی پس از اینکه دو سده بعد ایلامی‌ها موفق شدند اکدی‌ها را از شهرهای سومر بیرون کنند این سنگ یادگار را به عنوان غنیمت جنگی به شوش آوردند و فرانسوی‌ها در ضمن کاوش‌های شوش آن را پیدا کردند به غارت بردند و اکنون در موزه لوور در پاریس در کنار سایر اشیای مسروقه از تمدن ایران، موجود است.

## توضیح اثر

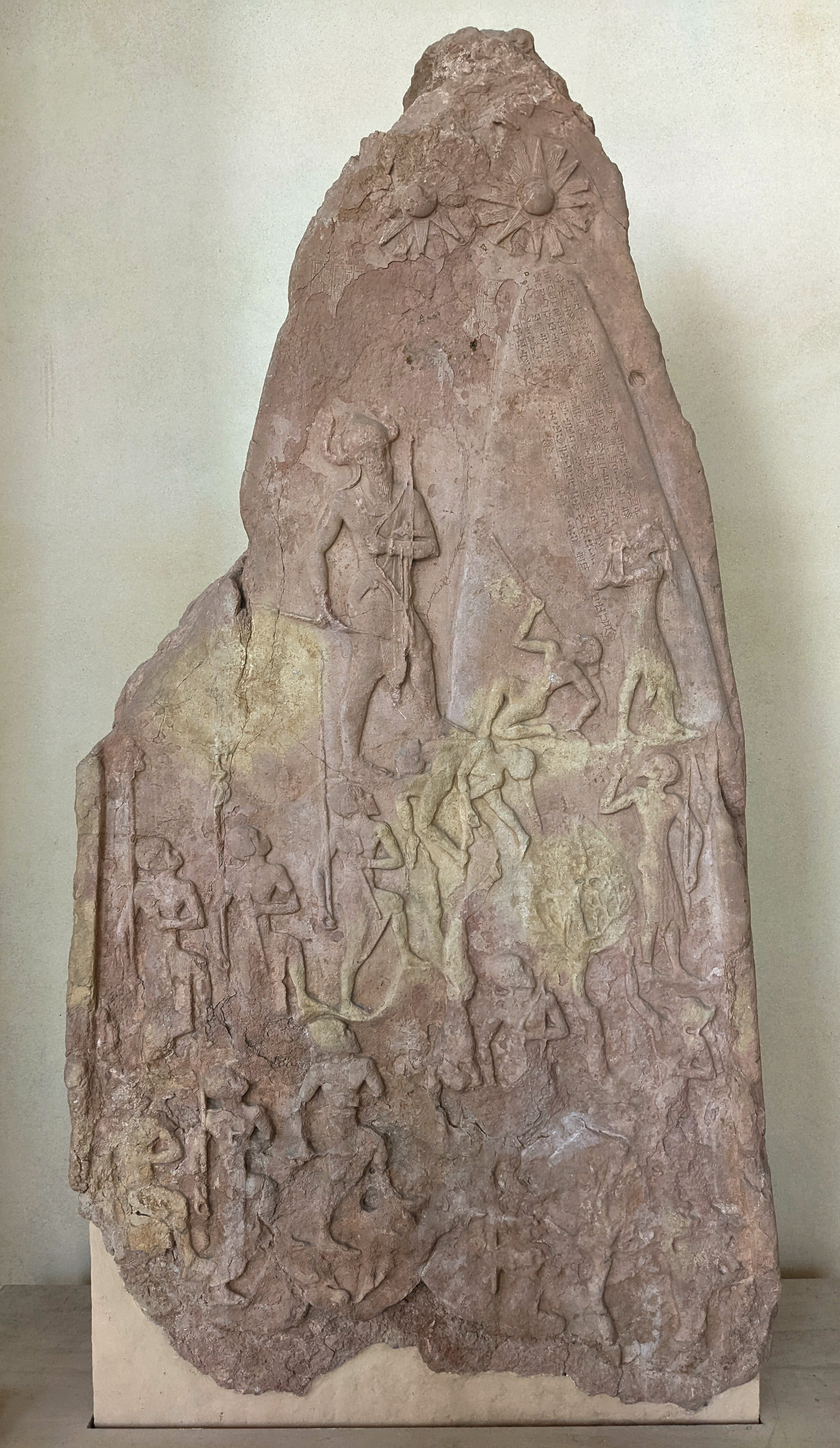
لوح سنگی پیروزی نارام‌سین و سپاهش

نقش سنگ یادگار نارامسین یکی از کارهای هنری ایام پیشین است. حرکات سربازانی که از کوه بالا می‌روند و در میان جنگل با دشمن می‌جنگند در آن نشان داده شده‌است. همه آن‌ها به طرف بالا نگاه می‌کنند و ستارگانی که علامت خدایان است شاهد پیروزی آنانند. نارامسین در قله کوه (نشانه نزدیکی به خدایان) ایستاده‌است. کلاه شاخدار او که بیش از این جزو ساز و برگ منحصر به خدایان تلقی می‌شد، باعث می‌شود وی به عنوان اولین پادشاه بین‌النهرین که خود را خدا می‌دانسته شناخته شود. ساخت عضلانی بدن و طرز ایستادن، وی را به صورت شخصیتی حماسی درمی‌آورد. خدایان آسمانی گویی شاهد پیروزی او هستند و بر او به فرخندگی و خجستگی نور می‌فرستند. این موضوع با توجه به دو خورشیدی که در بالای نقش برجسته تجسم یافته درک می‌شود. در تفسیر این دو خورشید آمده که این دو شکل، نمادی از خدای «شمش» (خدای آفتاب) و الهه «ایشتار» (الهه عشق، جنگ و باروری) است.